# Stenlille
|  | Stenlille er også en bebyggelse i Stenløse Sogn i Egedal Kommune, se Stenlille |
Stenlille ligger på Sydvestsjælland og er en stationsby med 2.048 indbyggere  (2024) beliggende på Tølløsebanen. Byen befinder sig i Sorø Kommune og tilhører Region Sjælland. Den var indtil 2007 hovedby i den nu nedlagte Stenlille Kommune.
Det tidligere bibliotek er nu omdannet til Stenlille Kulturhus.
Af lokale seværdigheder kan nævnes Naturpark Åmosen, der var Danmarks første naturpark og strækker sig over et areal på ca. 8.000 ha.
Byen huser bl.a. Stenlille Skole, daginstitution/børnehus med vuggestue og børnehave, idrætsfacilliteter, flere supermarkeder, spisesteder, tankstationer, dyrehandel, trælast, brugskunstbutikker, forretningsliv og lettere industri. Desuden har det lokale forsyningsselskab Sorø Forsyning sin administration i byens tidligere rådhus.
Frivillige borgere i Stenlille arrangerer hvert år i uge 34 den ugelange tema-byfest "Sjov i gaden" med aktiviteter for alle. Fredag aften i uge 34 afholdes den store "Drengerøvsaften", hvor op til 700 gamle, nye og spektakulære køretøjer trækker mere end 5.000 gæster til. 
Hver onsdag fra kl 16-20 fra april til september afholdes “Gamle biler” i Stenlille og der kommer biler fra hele landet samt flere steder i Norden. 
Et af Danmarks to underjordiske gaslagre ligger ved Stenlille.